# I’ve Sound
I’ve Sound, kurz auch I’ve (jap. アイブ, Aibu) genannt, ist eine japanische Techno/Trance-Musikgruppierung mit Niederlassung in Sapporo, Hokkaidō, Japan. Geleitet wird sie von Kazuya Takase. Innerhalb der Gruppierung wird talentierten Musikern und verschiedenen Vokalistinnen, die von ihren Fans als Utahime (歌姫) bezeichnet werden, die Möglichkeit gegeben, eigene Werke zu produzieren und zu veröffentlichen. Bekannt wurde diese Formation ursprünglich durch die Erstellung der Titellieder von vielen japanischen Adventures bzw. Erogēs. Später produzierte die Formation verstärkt auch die Titelmusik von Anime-Fernsehserien.

## Geschichte
Die Gruppierung war bereits seit 1998 aktiv, trug aber noch nicht ihren heutigen Namen. Gegründet wurde sie von den sechs ehemaligen Mitglieder von Takase Fight. Zu dieser Zeit produzierten sie die Musik für Tsushin Karaoke und Spieleentwickler mit Sitz in Hokkaidō. Dabei produzierten sie auch zwei Titel der Dancemania-Reihe. Dies waren If You Were Here von Jennifer und Is This The Way You Kill A Love von Gina. Beide Titel fanden sich unter anderem auf dem Dance Dance Revolution von Konami wieder.
Der heutige Name I’ve, der sich von dem Wort Aibu (愛撫, dt. „Liebkosung, Zärtlichkeit“) ableitet, was zugleich eine Referenz auf die Wurzeln innerhalb der Erogē-Szene verweist, tauchte erstmals auf, als sie an der Musik zu dem Erogē Lips: egao no yukue arbeiteten. Obwohl die Produktion des Spiels im Herbst 1998 eingestellt wurde, war dies der Auslöser für einen engen Kontakt zu Visual Art’s, einem Publisher von Computerspielen und Softwarehersteller. Das erste Spiel, dessen Musik offiziell von I’ve produziert wurde, war Hakidame: Trash, das von Zero (einem Entwicklerteam unter Visual Art’s) im Februar 1999 veröffentlicht wurde. In dem Spiel stammten die Titel Fuck Me und Utsukushiku Ikitai von der Gruppierung, die im Abspann unter der dem Namen I’ve Sound geführt wurde.
Ihren Durchbruch hatte die Formatierung mit dem populär gewordenen Adventure Kanon von Key, welches im Juni 1999 veröffentlicht wurde. Für dieses arrangierten sie die Titel Last regrets und Kaze no Tadoritsuku Basho die von Ayana gesungen wurden. Beide Titel fanden sich später auch in den 2002 und 2006 erschienen Anime-Adaptionen des Spiels wieder. Im Dezember des gleichen Jahres veröffentlichten sie ihr erstes Album mit dem Titel Regret.
2002 wurde I’ve engagiert, um die Musik der Fernsehserie Onegai Teacher zu produzieren, was zugleich auch die erste Musikproduktion für einen Anime war. Im April 2004 hatte schließlich Kotoko, eine der Sängerinnen von Onegai Teacher, ihr Debüt mit dem Album Hane. Ihr folgten Mami Kawada mit der Single Radiance im Februar 2005 und Eiko Shimamiya mit dem Album Uysses im April des gleichen Jahres. Im folgenden Album trugen ebenfalls Mell, C.G mix und Kaori Utatsuki mit ihren Stücken bei.
Ihr erstes Live-Konzert gab die Gruppierung am 15. Oktober 2005 im Nippon Budokan. Kurz zuvor starteten sie mit I’ve Talk Jam ihre erste Internetradiosendung, die von SHIHO gehostet wurde. Die regulären Sprecher der Sendung waren Kazuya Takase und Tomoyuki Nakazawa. Die Sendung umfasste neun Folgen und endete damit kurz vor dem Konzert.
Für den Film Real Onigokko sang Kotoko die Titelmusik, was schließlich auch der erste Auftritt in einer Realverfilmung war.

## Mitglieder

### Komponisten
- C.G mix
- Kazuya Takase (高瀬一矢, der Gründer von I’ve Sound)
- Maiko Iuchi (井内舞子, auch bekannt als Miu Uetsu [羽越実有])
- Tomoyuki Nakazawa (中沢伴行)

### Derzeitig Aktive
- C.G mix
- Eiko Shimamiya (島みやえい子)
- Kaori Utatsuki (詩月カオリ)
- Kotoko (ことこ)
- Mami Kawada (川田まみ)
- Mell (める)

### Weitere Zugehörige
- Fukuko Tsujiuchi (辻内富久子, Manager)
- Haruhiko „Harry“ Yoshida (吉田春彦, Bandmitglied für Live-Konzerte)
- Hiroyuki Kobayashi (小林拡幸)
- Michihito Terayama (寺山亨史, Manager)
- Naoki Itagaki (板垣直基)
- Takeshi Ozaki (尾崎武士, Gitarren-Arrangement und Bandmitglied für Live-Konzerte)
- Yasutaka Ipposhi (一法師康孝)

### Ehemals Aktive
- Aki (auch bekannt als Y.Aki)
- Ayana
- Asame Miyazaki (宮崎麻芽)
- Asuka Katagiri (片桐明日香)
- Atsuhiko Nakatsubo (中坪淳彦, besser bekannt als FISH TONE)
- Chiyo
- Fuuran (風蘭)
- Hiromi Satō (佐藤裕美)
- Iku
- Inosuke Tsutsumi (堤伊之助, Gerüchte besagen, dass es Kazuya Takase sein soll)
- Lia
- Mako
- Mary
- Mihi (美妃)
- Miki
- Momo
- Orihime (織姫, Gerüchte besagen, dass es Mell sein soll)
- Outer (Kotoko unter anderen Namen)
- Reina (怜奈)
- R.I.E
- Rimikka
- Shino
- Stephanie Yanez
- Takami
- Usagi Tachibana (橘うさぎ)
- Wata (NueroSocietia)
- Yucco (Yukko)
- Yumi Matsuzawa (松澤由美)

## Diskografie
- 1999: Regret
- 2000: Verge
- 2002: Disintegration
- 2002: Dirty Gift
- 2003: Lament
- 2003: Out Flow
- 2003: Short Circuit
- 2004: Mixed Up -I’ve Remix Style-
- 2005: Collective
- 2007: Short Circuit II (Platz 25)
- 2007: I’ve Mania tracks Vol.1
- 2008: Master Groove Circle (Platz 35)
- 2009: I’ve Sound 10th Anniversary 「Departed to the future」Special CD BOX
- 2010: Extract
- 2012: Level Octave
- 2014: Evidence nine
- 2016: The Time – Twelve Colors
- 2017: Alive